# 제1대 홀데인 자작 리처드 홀데인
제1대 홀데인 자작 리처드 버돈 홀데인(Richard Burdon Haldane, 1st Viscount Haldane, KT, OM, 1856년 6월 30일~1928년 8월 19일)은 영국의 정치인이다. 자유당 시절, 국방장관과 대법관을 지냈고 후에 노동당으로 소속을 바꾸었다. 법률과 정치경력 외에 철학작가로서도 영향력이 인정되어 1914년 영국아카데미의 회원으로 등록되었다. 연구기금의 사용은 정부가 아닌 연구기관에 의해 결정되어야 한다는 홀데인 원칙'으로도 유명하다.

## 배경 및 교육
홀데인 경은 스코틀랜드의 에든버러 출생으로 에든버러 아카데미와 독일 괴팅겐 대학교에서 교육을 받아 1등급 철학학위를 수여받았으며 4곳의 스코틀랜드 대학교로부터 명예철학학위를 수여받았다. 런던에서 변호사로 활동하며 큰 성공을 거두었으며 1890년 빅토리아 여왕의 법률자문으로 선정되었다.

## 정치경력
1885년 자유당 의원으로 선출되어 1911년까지 의원직을 유지하였고 1911년 자작작위도 서임받았으나 1915년 친독일 성향이라 오해를 받아 사임하게 되었다. 제 1차 세계대전 기간중 노동당과 가까워지며 1923년 노동당으로 이적하였다. 1924년 노동당수가 되었고 노동당 정부의 주요멤버가 되었다.

## 다른 공직 임명
1895년, 런던정경대학(London School of Economics) 건립을 주도하였고 브리스틀 대학교 총장을 지냈으며 사망 직전, 세인트 앤드류스 대학교 총장을 지냈다.

## 같이 보기
- Oxford Dictionary of National Biography article by H. C. G. Matthew, Haldane, Richard Burdon, Viscount Haldane (1856–1928), online edn, May 2006 , accessed 28 Feb 2007.
- Lyman, Richard W. (1957). 《The First Labour Government》. London: Chapman & Hall. ISBN 0846217847 |isbn= 값 확인 필요: checksum (도움말).